# 34th Street-Herald Square
34th Street is een station van de Metro van New York aan de Broadway Line en de Sixth Avenue Line.
 ·  ·  ·  ·  ·  ·  ·  ·  · 
Van noord naar zuid:
Ditmars Boulevard-Astoria · 
Astoria Boulevard · 
30th Avenue · 
Broadway · 
36th Avenue · 
39th Avenue · 
Queensboro Plaza · 
Lexington Avenue/59th Street · 
5th Avenue · 
57th Street · 
49th Street · 
Times Square-42nd Street · 
34th Street-Herald Square · 
28th Street · 
23rd Street · 
14th Street-Union Square · 
Eighth Street-New York University · 
Prince Street · 
Canal Street · 
City Hall* · 
Cortlandt Street* · 
Rector Street* · 
Whitehall Street-South Ferry* · 
Court Street-Borough Hall* · 
Jay Street-MetroTech* · 
DeKalb Avenue · 
Canal Street · 
Atlantic Avenue - Pacific Street · 
Union Street · 
Ninth Street · 
Prospect Avenue · 
25th Street · 
36th Street · 
45th Street · 
53rd Street · 
59th Street · 
Eighth Avenue · 
Fort Hamilton Parkway · 
New Utrecht Avenue · 
18th Avenue · 
20th Avenue · 
Bay Parkway · 
Kings Highway · 
Avenue U · 
86th Street · 
Coney Island-Stillwell Avenue
* alleen 's nachts als vervanging voor Lijn R
Van noord naar zuid:
96th Street · 
86th Street · 
72nd Street · 
Lexington Avenue-63rd Street · 
57th Street · 
(49th Street) · 
Times Square-42nd Street · 
34th Street-Herald Square · 
(28th Street · 
23rd Street) · 
14th Street-Union Square · 
(8th Street · 
Prince Street) · 
Canal Street · 
DeKalb Avenue · 
Atlantic Avenue - Pacific Street · 
7th avenue · 
Prospect Park · 
Parkside Avenue · 
Church Avenue · 
Beverley Road · 
Cortelyou Road · 
Newkirk Avenue · 
Avenue H · 
Avenue J · 
Avenue M · 
Kings Highway · 
Avenue U · 
Neck Road · 
Sheepshead Bay · 
Brighton Beach · 
Ocean Parkway · 
West Eighth Street-New York Aquarium · 
Coney Island-Stillwell Avenue
Van noord naar zuid:
Forest Hills-71st Avenue · 
67th Avenue · 
63rd Drive-Rego Park · 
Woodhaven Boulevard · 
Grand Avenue-Newtown · 
Elmhurst Avenue · 
Jackson Heights-Roosevelt Avenue · 
65th Street · 
Northern Boulevard · 
46th Street · 
Steinway Street · 
36th Street · 
Queens Plaza · 
Lexington Avenue/59th Street · 
5th Avenue · 
57th Street · 
49th Street · 
Times Square-42nd Street · 
34th Street-Herald Square · 
28th Street · 
23rd Street · 
14th Street-Union Square · 
Eighth Street-New York University · 
Prince Street · 
Canal Street · 
City Hall · 
Cortlandt Street · 
Rector Street · 
Whitehall Street-South Ferry · 
Court Street-Borough Hall · 
Jay Street-MetroTech · 
DeKalb Avenue · 
Atlantic Avenue - Pacific Street · 
Union Street · 
Ninth Street · 
Prospect Avenue · 
25th Street · 
36th Street · 
45th Street · 
53rd Street · 
59th Street · 
Bay Ridge Avenue · 
77th Street · 
86th Street · 
Bay Ridge-95th Street